# 新城堡 (巴约讷)

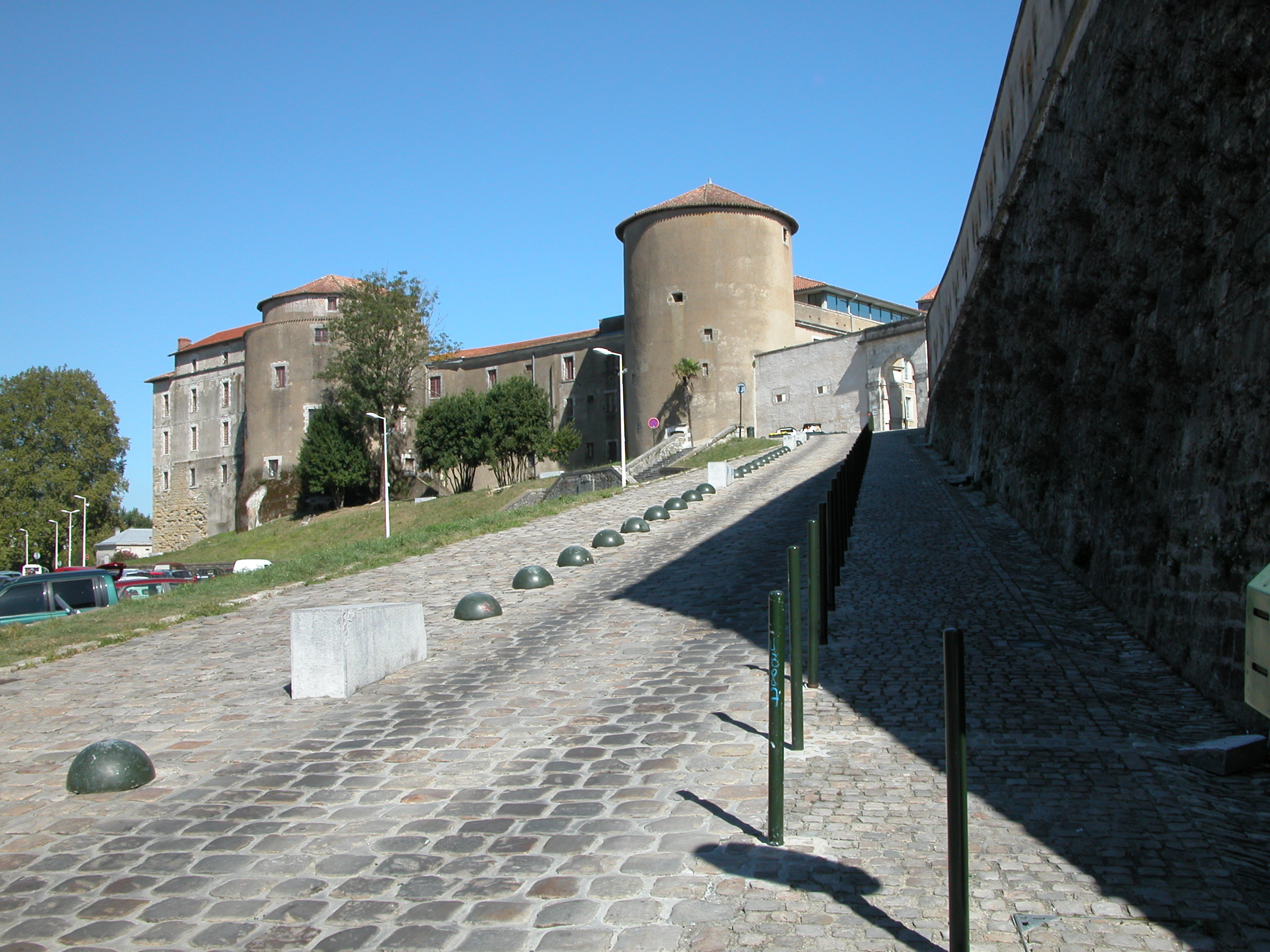

新城堡（法語：Château Neuf）是旧拉布尔省会巴约讷的一座城堡，位于该市的小巴约讷（法語：Petit Bayonne）街区。
新城堡是由英国人建于13世纪，15世纪由法国国王查理七世重建。

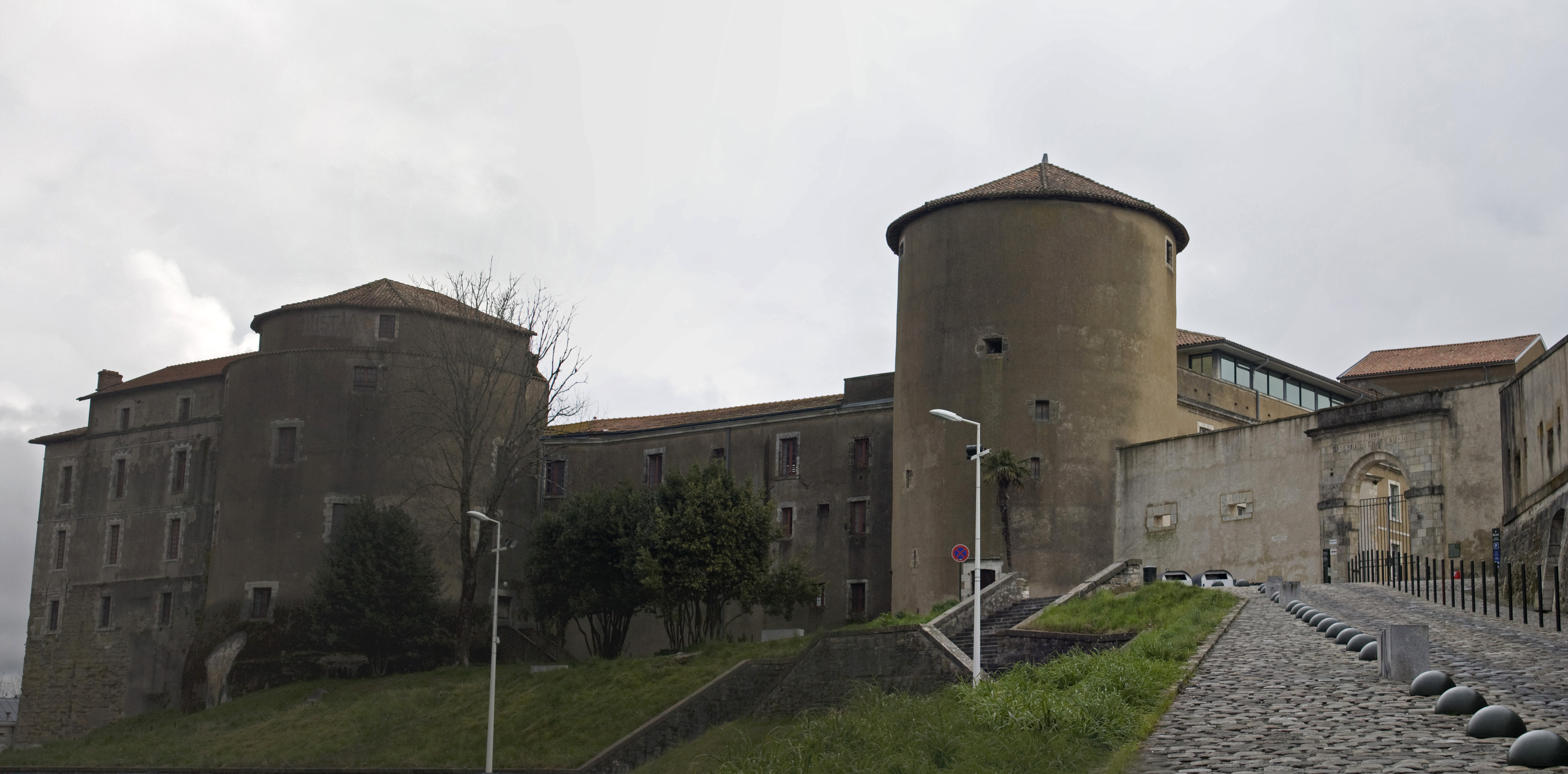